# Atlantis Lucid Dreaming
Atlantis Lucid Dreaming – album-kompilacja szwedzkiego zespołu Therion. Jak sam tytuł wskazuje, na albumie znajdziemy selekcję utworów z dwóch płyt: A'arab Zaraq – Lucid Dreaming (1997) i Crowning of Atlantis (1999).

## Lista utworów
1. „In Remembrance”
2. „Black Fairy”
3. „Fly to the Rainbow” (cover Scorpions)
4. „Under Jolly Roger” (cover Running Wild)
5. „Symphony of the Dead”
6. „Here Comes the Tears” (cover Judas Priest)
7. „Crowning of Atlantis”
8. „Mark of Cain”
9. „Clavicula Nox”
10. „Crazy Nights” (cover Loudness)
11. „From the Dionysian Days”
12. „Thor” (cover Manowara)
13. „Seawinds” (cover Accept)
14. „Black Sun” (Live)